# Campezo-Montaña Alavesa
Campezo-Montaña Alavesa è una comarca della Spagna, situata nella comunità autonoma dei Paesi Baschi ed in particolare nella provincia di Álava.